# Ким Ми Сон
Ким Ми Сон (кор. 김미선; род. 6 июня 1964) — южнокорейская хоккеистка на траве, вратарь. Серебряный призёр летних Олимпийских игр 1988 года, чемпион летних Азиатских игр 1986 года, серебряный призёр летних Азиатских игр 1982 года.

## Биография
Ким Ми Сон родилась 6 июня 1964 года.
В составе женской сборной Южной Кореи по хоккею на траве завоевала две медали летних Азиатских игр — серебро в 1982 году в Нью-Дели и золото в 1986 году в Сеуле.
В 1988 году вошла в состав женской сборной Южной Кореи по хоккею на траве на летних Олимпийских играх в Сеуле и завоевала серебряную медаль. Играла на позиции вратаря, участвовала только в финальном матче против сборной Австралии (0:2), выйдя на замену за полторы минуты до финального свистка.